# Riksdagen 1876
Riksdagen 1876 ägde rum i Stockholm.
Riksdagens kamrar sammanträdde i gamla riksdagshuset den 15 januari 1876. Riksdagsarbetet inleddes ceremoniellt genom riksdagens högtidliga öppnande i rikssalen på Stockholms slott. Riksdagen avslutades den 17 maj 1876.